# Edward Karaś
Edward Jan Karaś (ur. 4 października 1892 w Chodenicach, zm. 18 grudnia 1977 w Bochni) – pułkownik obserwator Wojska Polskiego, kawaler Orderu Virtuti Militari.

## Życiorys

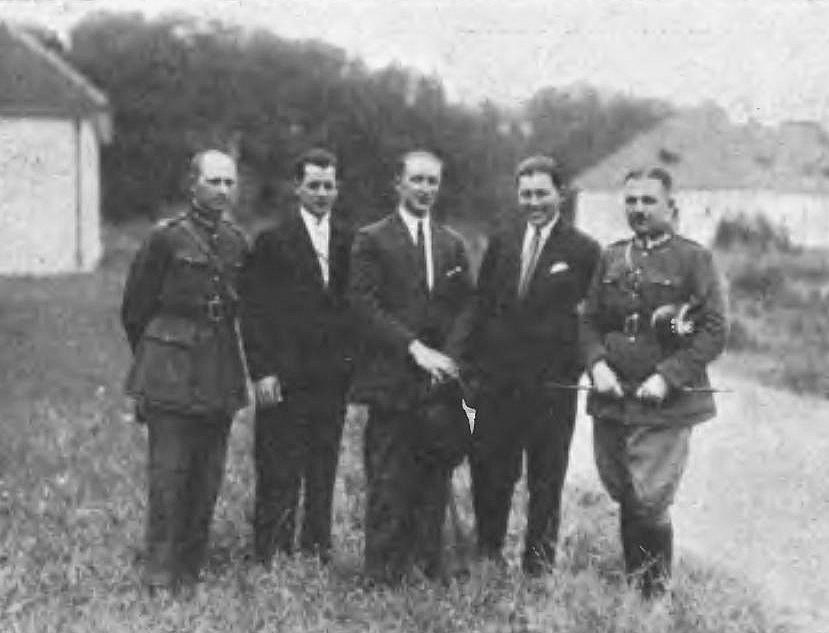
W przelocie do Zurychu na lotnisku w Rakowicach w 1927: mjr obs. Edward Karaś, por. pil. Aleksander Cichocki, płk pil. Jerzy Kossowski, kpt. pil. Bolesław Orliński, płk pil. Jan Malczewski (1927, Rakowice).

Edward Jan Karaś urodził się w rodzinie Władysława i Anny. W 1912 został członkiem Związku Strzeleckiego. W 1914 wstąpił do Legionów Polskich. Służył w szeregach 2 i 3 pułku piechoty. W 1917, po kryzysie przysięgowym, pozostał w Polskim Korpusie Posiłkowym . 15 marca 1919 znalazł się na terenie Francji, wstąpił do Błękitnej Armii gen. Hallera. W lipcu 1919 wraz z 580 eskadrą Salmsonów, powrócił do Polski. W czasie wojny z bolszewikami dowodził 18 eskadrą wywiadowczą.
3 maja 1922 został zweryfikowany w stopniu kapitana ze starszeństwem z dniem 1 czerwca 1919 i 30. lokatą w korpusie oficerów aeronautycznych, a jego oddziałem macierzystym był 2 pułk lotniczy. W następnych latach kontynuował służbę w 2 pułku lotniczym w Krakowie. 31 marca 1924 został mianowany majorem ze starszeństwem z dniem 1 lipca 1923 i 12. lokatą w korpusie oficerów aeronautycznych. Z dniem 1 marca 1925 został zatwierdzony na stanowisku kwatermistrza 2 pułku lotniczego. W 1928 był dowódcą I dywizjonu 2 pułku lotniczego w Krakowie. 27 kwietnia 1929 został zatwierdzony na stanowisku zastępcy dowódcy 2 pułku lotniczego. Z dniem 1 lutego 1931 został przeniesiony do batalionu lotniczego w Poznaniu na stanowisko dowódcy batalionu. 22 grudnia 1931 został mianowany podpułkownikiem ze starszeństwem z dniem 1 stycznia 1932 i 2. lokatą w korpusie oficerów aeronautycznych. W 1932, po likwidacji batalionu, został przeniesiony do dyspozycji dowódcy Okręgu Korpusu Nr VII z zachowaniem dotychczasowego dodatku służbowego. Wiosną 1933 przeniesiony do 3 pułku lotniczego w Poznaniu na stanowisko dowódcy pułku. Na stopień pułkownika został awansowany ze starszeństwem z dniem 19 marca 1937 i 4. lokatą w korpusie oficerów lotnictwa. W październiku 1937 został zwolniony ze stanowiska dowódcy pułku. Wiosną 1939 pozostawał w dyspozycji dowódcy Lotnictwa Ministerstwa Spraw Wojskowych.
Zmarł 18 grudnia 1977. Został pochowany na cmentarzu komunalnym w Bochni (sektor XVIII-1-7).

## Ordery i odznaczenia
- Krzyż Srebrny Orderu Wojskowego Virtuti Militari[20] nr 8105 (27 lipca 1922)[21]
- Krzyż Niepodległości (12 maja 1931)[22][20]
- Krzyż Walecznych (czterokrotnie)[23][1]
- Złoty Krzyż Zasługi (18 lutego 1939)[24]
- Polowa Odznaka Obserwatora nr 34 (11 listopada 1928)[25]
- Medal Zwycięstwa („Médaille Interalliée”)[26]